# Silke Lippok
Silke Lippok (née le 31 janvier 1994 à Pforzheim) est une nageuse allemande en activité spécialiste des épreuves de nage libre.

## Palmarès

### Championnats du monde
| Édition                  | Épreuve         | Épreuve          | Épreuve       | Épreuve              | Épreuve                           | Épreuve                |
| Édition                  | 50 m nage libre | 100 m nage libre | 50 m papillon | 4 × 100 m nage libre | 4 × 200 m nage libre              | 4 × 100 m quatre nages |
| Monterrey 2008 (juniors) | 7e 26 s 38      | Argent 56 s 08   | 7e 27 s 51    | Argent 3 min 46 s 63 | 9e temps des séries 8 min 20 s 64 | 5e 4 min 12 s 42       |
| Shanghai 2011            |                 |                  |               | Bronze 3 min 36 s 05 |                                   |                        |

### Championnats d'Europe
| Édition       | Épreuve                            | Épreuve              | Épreuve              | Épreuve              | Épreuve                | Épreuve |
| Édition       | 100 m nage libre                   | 200 m nage libre     | 4 × 100 m nage libre | 4 × 200 m nage libre | 4 × 100 m quatre nages |         |
| Budapest 2010 | 11e temps des demi-finales 55 s 15 | Argent 1 min 56 s 98 | Or 3 min 37 s 72     | 4e 7 min 58 s 13     | Bronze 4 min 3 s 22    |         |
| Debrecen 2012 | -                                  | Argent 1 min 58 s 19 | Or 3 min 37 s 98     | -                    | -                      |         |

| Édition        | Épreuve              | Épreuve | Épreuve | Épreuve | Épreuve | Épreuve |
| Édition        | 200 m nage libre     |         |         |         |         |         |
| Eindhoven 2010 | Argent 1 min 53 s 96 |         |         |         |         |         |
| Szczecin 2011  | Or 1 min 54 s 08     |         |         |         |         |         |

| Édition       | Épreuve         | Épreuve          | Épreuve             | Épreuve                      | Épreuve               | Épreuve              | Épreuve                |
| Édition       | 50 m nage libre | 100 m nage libre | 200 m nage libre    | 50 m papillon                | 4 × 100 m nage libre  | 4 × 200 m nage libre | 4 × 100 m quatre nages |
| Prague 2009   | Or 25 s 44      | Or 55 s 02 (RC)  | Argent 2 min 0 s 06 | 13e temps des séries 28 s 02 | Or 3 min 45 s 27 (RC) | Argent 8 min 10 s 47 | Or 4 min 5 s 59 (RC)   |
| Helsinki 2010 | Argent 25 s 71  | Or 55 s 31       | Or 2 min 0 s 11     | Argent 27 s 47               | Or 3 min 46 s 04      | Or 8 min 6 s 78 (RC) | Or 4 min 8 s 29        |

## Records

### Records personnels
| Épreuve          | Temps         | Compétition                        | Lieu                       | Date             |
| 50 m nage libre  | 25 s 44       | Championnats d'Europe juniors 2009 | Prague, République tchèque | 11 juillet 2009  |
| 100 m nage libre | 54 s 74       | Championnats d'Allemagne 2010      | Berlin, Allemagne          | 1er juillet 2010 |
| 200 m nage libre | 1 min 56 s 98 | Championnats d'Europe 2010         | Budapest, Hongrie          | 14 août 2010     |